# Stefan Thesker
Stefan Thesker (Ahaus, 11 april 1991) is een Duits voetballer die doorgaans als centrale verdediger of als linksback speelt. 

## Clubloopbaan
Thesker speelde in de jeugd van TuS Wüllen 1920 uit Ahaus. Nadat hij werd opgenomen in de jeugdopleiding van FC Schalke 04 verruilde hij die in 2005 voor de opleiding van FC Twente. Hij doorliep deze tot en met het beloftenelftal.
FC Twente verhuurde Thesker in de winterstop van het seizoen 2010/11 aan Fortuna Sittard. Voor deze club debuteerde hij in het betaald voetbal. Thesker speelde in Sittard vijftien competitieduels en handhaafde zich met de club in de Eerste divisie. Hij keerde voor het seizoen 2011/12 terug bij FC Twente. Hier maakte hij in de voorbereiding deel uit van de selectie van het eerste team, maar officiële wedstrijden speelde hij alleen in het beloftenelftal.
Thesker verruilde FC Twente in januari 2012 voor TSG 1899 Hoffenheim. Hiervoor speelde hij in de seizoenen 2012/13 en 2013/14 samen zes keer in de Bundesliga. Daarna vertrok hij transfervrij naar Hannover 96. Voor deze ploeg kwam hij twee wedstrijden uit in de Bundesliga. Een half jaar daarna tekende hij een contract bij SpVgg Greuther Fürth, op dat moment actief in de 2. Bundesliga. Thesker speelde hier in anderhalf seizoen twintig wedstrijden.
SpVgg Greuther Fürth verhuurde Thesker in januari 2016 voor een half jaar aan zijn oude club FC Twente. Hij maakte zijn Eredivisiedebuut op 31 januari 2016, in een wedstrijd tegen FC Utrecht. Enkele dagen na deze wedstrijd werd er operatief een tumor bij hem verwijderd. Na een herstelperiode van bijna twee maanden maakte Thesker op 20 maart 2016 zijn rentree, thuis tegen AZ. In deze wedstrijd viel hij in en bracht hij zijn team tweemaal op gelijke hoogte (eindstand 2-2). FC Twente haalde Thesker in juli 2016 definitief terug en gaf hem een contract tot medio juni 2019. Vanaf het seizoen 2016/17 is hij aanvoerder van FC Twente. Na de degradatie in het seizoen 2017/18 maakte Thesker gebruik van de degradatieclausule in zijn contract en liet dit ontbinden. Hij vervolgde zijn loopbaan bij Holstein Kiel dat uitkomt in de Duitse 2. Bundesliga. In 2023 ging hij in Oostenrijk voor SKN St. Pölten spelen.

## Statistieken
| Seizoen          | Club                     | Competitie       | Competitie | Competitie | Beker | Beker | Internationaal | Internationaal | Overig¹ | Overig¹ | Totaal | Totaal |
| Seizoen          | Club                     | Competitie       | Wed.       | Dlp.       | Wed.  | Dlp.  | Wed.           | Dlp.           | Wed.    | Dlp.    | Wed.   | Dlp.   |
| ---------------- | ------------------------ | ---------------- | ---------- | ---------- | ----- | ----- | -------------- | -------------- | ------- | ------- | ------ | ------ |
| 2010/11          | → Fortuna Sittard (huur) | Eerste divisie   | 15         | 0          | —     | —     | —              | —              | —       | —       | 15     | 0      |
| 2011/12          | TSG 1899 Hoffenheim      | Bundesliga       | 0          | 0          | —     | —     | —              | —              | —       | —       | 0      | 0      |
| 2012/13          | TSG 1899 Hoffenheim      | Bundesliga       | 4          | 0          | 1     | 0     | —              | —              | 2       | 0       | 7      | 0      |
| 2013/14          | TSG 1899 Hoffenheim      | Bundesliga       | 2          | 0          | 1     | 0     | —              | —              | —       | —       | 3      | 0      |
| 2014/15          | Hannover 96              | Bundesliga       | 2          | 0          | —     | —     | —              | —              | —       | —       | 2      | 0      |
| 2014/15          | SpVgg Greuther Fürth     | 2. Bundesliga    | 11         | 0          | —     | —     | —              | —              | —       | —       | 11     | 0      |
| 2015/16          | SpVgg Greuther Fürth     | 2. Bundesliga    | 9          | 0          | —     | —     | —              | —              | —       | —       | 9      | 0      |
| 2015/16          | → FC Twente (huur)       | Eredivisie       | 8          | 2          | —     | —     | —              | —              | —       | —       | 8      | 2      |
| 2016/17          | FC Twente                | Eredivisie       | 29         | 0          | 1     | 0     | —              | —              | —       | —       | 30     | 0      |
| 2017/18          | FC Twente                | Eredivisie       | 18         | 3          | 5     | 0     | —              | —              | —       | —       | 23     | 3      |
| 2018/19          | Holstein Kiel            | 2. Bundesliga    | 13         | 2          | 1     | 0     | —              | —              | —       | —       | 14     | 2      |
| 2019/20          | Holstein Kiel            | 2. Bundesliga    | 28         | 2          | 0     | 0     | —              | —              | —       | —       | 28     | 2      |
| 2020/21          | Holstein Kiel            | 2. Bundesliga    | 13         | 0          | 1     | 0     | 0              | 0              | 0       | 0       | 14     | 0      |
| Carrière totaal² | Carrière totaal²         | Carrière totaal² | 152        | 9          | 10    | 0     | 0              | 0              | 2       | 0       | 164    | 9      |

¹ Promotie-degradatiewedstrijden 2012/13

² Uitgezonderd Duitse tweede elftallen in de Regionalliga.

## Interlandloopbaan
Thesker kwam onder trainer Rainer Adrion in 2012 en 2013 zeven keer uit voor het Duits voetbalelftal onder 21. Hij maakte zijn debuut op 14 augustus 2012 in een oefenwedstrijd tegen Argentinië –21. In deze met 6-1 gewonnen wedstrijd gaf Thesker twee assists.